# Dexia
Dexia — бельгийско-французский финансовый институт. С 2012 года фактически прекратил коммерческую деятельность и занимается реструктуризацией активов. Основные регионы деятельности — Франция (Dexia Crédit Local), Италия (Dexia Crediop) и Ирландия, дочерние компании имеются также в США, Великобритании и Островах Кайман. 52,78 % акций принадлежит правительству Бельгии, 46,81 % — правительству Франции. Фактическая штаб-квартира находится в Париже. Часть наиболее качественных активов в Бельгии были выделены в банк Belfius.

## История
Группа Dexia была образована в 1996 году в результате слияния двух европейских банков: Credit Communal de Belgique, основанного в 1860, и Credit Local de France, основанного в 1987 году.
В IV квартале 2011 года Dexia столкнулась с серьёзными убытками вследствие своих операций в Греции и объявила о распродаже своих активов. В июне 2012 года было объявлено о том, что Dexia договорилась со Сбербанком России о продаже последнему своего турецкого бизнеса, банка Denizbank. Dexia уступила 100-процентный контроль в Denizbank за $3,47 млрд (1,38 собственного капитала банка).
2 декабря 2019 года Dexia была снята с листинга биржи Euronext. В 2020 году у отделения в Нью-Йорке была отозвана банковская лицензия и оно было реорганизовано в представительство.